# Psychomyia suni
Psychomyia suni är en nattsländeart som beskrevs av Schmid 1997. Psychomyia suni ingår i släktet Psychomyia och familjen tunnelnattsländor. Inga underarter finns listade i Catalogue of Life.